# Vespers Rising
Vespers Rising (Brasil: A Ascensão dos Vesper ) é o décimo primeiro livro da série The 39 Clues, e o primeiro da segunda temporada, intitulada Cahill vs. Vesper. O livro é composto por quatro histórias, escritas por Rick Riordan, Peter Lerangis, Gordon Korman e Jude Watson. Foi publicado nos Estados Unidos pela Scholastic em 2011, e no Brasil pela Editora Ática em 2012.

## Sinopse
Amy e Dan tinham uma missão: encontrar as 39 pistas que revelavam o segredo do poder dos Cahill. Depois de viajar pelo mundo e conquistar os objetivos das busca, eles descobrem que tem um inimigo ancestral.
Em A Ascensão dos Vesper, quatro histórias apresentam essa rivalidade de cinco seculos. Descubra, a origem da disputa entre Cahill e Vesper, os motivos que levaram a cisão dos irmãos Luke, Katherine, Thomas, Jane e Madeleine e conheça um misterioso anel, que traz consigo um legado inimaginável.
Quatro aventuras, um evento em comum: a luta dos Cahill para proteger a família e todos os segredos do adversário que os espreita.